# Jean-Jacques Mercier-de Molin
Jean-Jacques Mercier-de Molin (* 4. Mai 1859 in Lausanne; heimatberechtigt ebenda und ab 1928 von Siders; † 6. Oktober 1932 in Siders) war ein Schweizer Unternehmer, Politiker und Mäzen.

## Leben und Werk
Jean-Jacques Mercier war der Sohn des Unternehmers Jean-Jacques Mercier und der Laure Marcel sowie Enkel des Bankiers Félix Marcel. Er studierte von 1875 bis 1881 Naturwissenschaften in Lausanne und absolvierte Praktika und Vorlesungen in Deutschland. Mercier heiratete 1881 Marie, Tochter des Ingenieurs Georges de Molin. Mercier gehörte der Freikirche des Kanton Waadt an.
Mercier trat 1881 in das Familienunternehmen ein und übernahm sechs Jahre später die Leitung 1887. Den Stammbetrieb der Gerberei schloss er 1898 und verwaltete das grosse Vermögen der Familie. Mercier übte mehrere Verwaltungsratsmandate aus unter anderem bei der Bahngesellschaft Lausanne-Ouchy «(LO)» und der Eaux de Bret, ehemals Compagnie du Chemin de fer Lausanne-Ouchy et des Eaux de Bret.
In Lausanne verwirklichte er mit dem Architekten Francis Isoz einige Bauvorhaben, zu denen das Hôtel Château d’Ouchy sowie das Maison Mercier (1900) gehörte. In Siders liess er von 1906 bis 1908 das Schloss Pradegg erbauen, das als «Château Mercier» bekannt wurde und seine Kunstsammlung ausstellt, die Werke von Ernest Biéler, Louis Rivier sowie chinesische und japanische Kunst umfasst. Mercier verbrachte seinen Ruhestand in Siders und wandte sich dem Mäzenatentum zu.
Von 1890 bis 1905 amtierte Mercier als liberaler Gemeinderat (Legislative). Von 1889 bis 1893 gehörte er dem Grossen Rat des Kantons Waadt an.
Die Universität Lausanne verlieh Mercier 1925 ein Ehrendoktorat. Militärisch hatte er den Rang eines Majors.

## Belege
1. 1 2 3 4 5  Louis Polla: Jean-Jacques Mercier. In: Historisches Lexikon der Schweiz.  4. November 2008.

| Personendaten    | Personendaten                              |
| ---------------- | ------------------------------------------ |
| NAME             | Mercier-de Molin, Jean-Jacques             |
| ALTERNATIVNAMEN  | Mercier, Jean-Jacques (Taufname)           |
| KURZBESCHREIBUNG | Schweizer Unternehmer, Politiker und Mäzen |
| GEBURTSDATUM     | 4. Mai 1859                                |
| GEBURTSORT       | Lausanne, Schweiz                          |
| STERBEDATUM      | 6. Oktober 1932                            |
| STERBEORT        | Siders, Schweiz                            |